# Grünroggen
Als Grünroggen oder Grünschnittroggen wird Roggen (Secale cereale) bezeichnet, der zur Zeit des Ährenschiebens Anfang bis Mitte Mai geerntet wird.

## Eigenschaften
Ein Vorteil des Roggens ist seine zügige Jugendentwicklung im Frühjahr. Das macht ihn als frühes Grünfutter (April/Mai) in der Rinderhaltung und zur Verwendung in der Biogasanlage (Mai/Juni) interessant. Wegen des erst geringen Cellulosegehalts ist er, anders als beispielsweise das Stroh des reifen Roggens, im Fermenter relativ gut abbaubar.

## Grünroggen im Vergleich zu Roggen als Ganzpflanzensilage

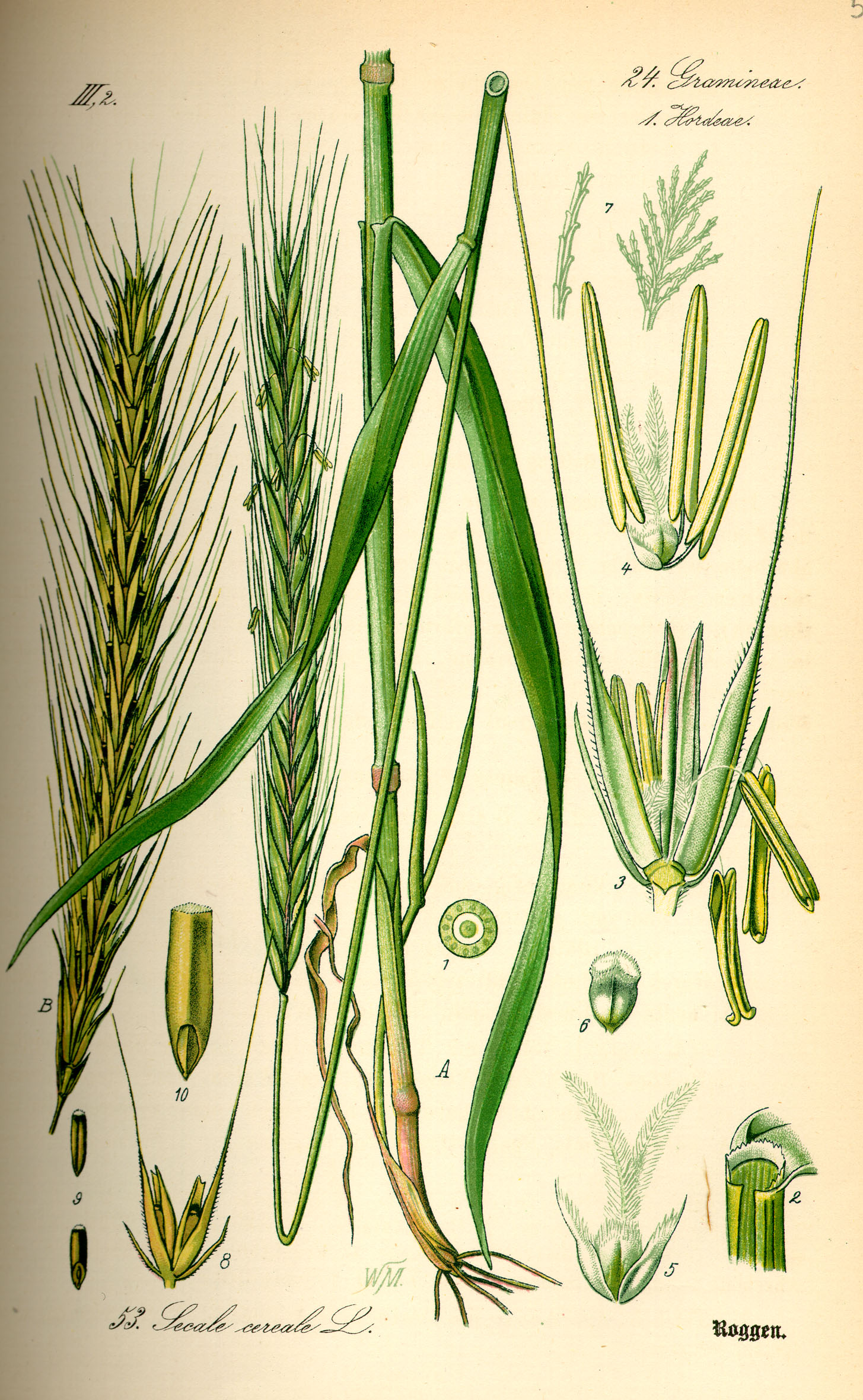
Roggen (Secale cereale)

Höhere Erträge als Grünroggen liefert Ganzpflanzensilage (GPS) des Roggens, der Anfang bis Mitte Juni zum Ende der Milchreife bzw. zu Beginn der Teigreife geerntet wird. In dreijährigen Untersuchungen wurden auf leichten bis schweren Standorten 110 bis 141 dt Trockenmasse (TM) pro Hektar (ha) erzielt. Die Vergärung zu Biogas lieferte Methanerträge von 3660 m³/ ha.
Die Erträge für Grünroggen lagen bei 51 bis 73 dt TM/ha, was 1590 m³ Methan/ha entsprach.
Trotz der geringeren TM- und Methanerträge ist Grünroggen als Substrat für Biogasanlagen interessant, da sich bei anschließendem Anbau von Mais hohe Erträge an TM pro ha und Jahr realisieren lassen. Mais ist wärmebedürftig und wird daher erst Anfang Mai gesät, in Kombination mit dem winterfesten Roggen lässt sich die Vegetationsperiode daher besser ausnutzen.

## Anbau und Ernte
Der Anbau und die Produktionstechnik zur Grünroggen- und GPS-Erzeugung unterscheidet sich bis zur Ernte nicht wesentlich von der Körnerproduktion. Die Aussaat des winterfesten Getreides erfolgt in Deutschland Ende Juli bis Anfang September.
Bei der GPS-Produktion aus Roggen liegt der TM-Gehalt zur Ernte bei 32 bis 40 %, so dass direkt mit einem speziellen Feldhäcksler geerntet werden kann. Grünroggen dagegen hat einen TM-Gehalt von nur etwa 17 bis 20 % und verbleibt daher zum Anwelken nach der Ernte etwa einen Tag auf dem Feld, bevor er mit einem Feldhäcksler mit Vorsatz zur Schwadaufnahme zerkleinert und aufgenommen wird. Bei nun rund 30 % TM-Gehalt ist ein Silieren möglich und Verluste durch Sickersaft werden vermieden.

## Nachteile
Nachteilig beim Anbau von Grünroggen ist der frühe Erntezeitpunkt. Da die Grünroggenschläge im April und Mai oftmals die einzige Deckung in einer sonst ausgeräumten Feldflur sind, werden sie tagsüber von Rehen, Hasen und Bodenbrütern sowie deren Jungtieren aufgesucht, die dann bei der Mahd keine Fluchtchancen haben.